# Municipio Camaguán
El Municipio Esteros de Camaguán es uno de los 15 municipios del Estado Guárico, Venezuela.
Su capital es la ciudad de Camaguán. Tiene una superficie de 1164 km², una población de 69 848 habitantes, y está conformado por 3 parroquias: Camaguán, Puerto Miranda y Uverito.
Su ubicación dentro de la vía principal que comunica la zona Centro-Norte de Venezuela con la ciudad de San Fernando de Apure y el Estado Amazonas, a través del Eje Caracas - Maracay - San Juan de los Morros - Calabozo - San Fernando de Apure, hace que la actividad comercial en esa población del Estado Guárico, sea moderadamente dinámica.
Las principales actividades económicas del municipio son la agricultura y la ganadería, destacando especialmente la cría de ganado bovino (vacas) y bufalino (búfalas). Entre los rubros agrícolas más relevantes sobresale la producción de arroz, mientras que en el ámbito agroindustrial se distingue la elaboración de grandes cantidades de queso llanero, producto que es comercializado en diversas ciudades del norte del país.

## Fauna
La Reserva de Fauna Silvestre de los Esteros de Camaguán, cubre una superficie de 19 300 ha, la cual fue declarada por el Ejecutivo nacional, mediante Decreto Presidencial número 729 de fecha 9 de marzo de 2000, publicado en la Gaceta Oficial número 36 911 de fecha 15 de marzo de 2000.
En ella se libera un promedio anual de 500 ejemplares juveniles de la especie Caimán del Orinoco, como parte de un programa de repoblación de esa, que se viene ejecutando a nivel nacional para su recuperación, ya que la misma se encuentra en peligro de extinción.
El 16 de septiembre de 1993 las Parroquias Guayabal y Cazorla, se separaron del Municipio Camaguán creando el Municipio Autónomo San Gerónimo de Guayabal.

## Historia
La población de Camaguán fue fundada el 24 de septiembre de 1768, por el misionero capuchino Fray Tomás de Castro, sobre un médano ubicado en la margen izquierda del río Portuguesa.
El nuevo pueblo se levantó años más tarde bajo la divina advocación del santísimo Cristo: Humildad y paciencia, con una nación de indios Guamos que se hallaban reducidos en 52 familias gentiles; para la fecha el pueblo ya contaba con su iglesia. El monseñor doctor Don Diegos Antonio Diez Madroñero, a la sazón obispo de Venezuela y por su voluntad el provisor, emitió el 24 de septiembre de 1768, un despacho formal, referente a la fundación de Camaguán.
Para entonces se confirmó oficialmente que Camaguán posee cuatro leguas de tierra que le donaron como ejidos en el año de 1973, las cuales fueron mensuradas en 1974.
Años más tarde en la constitución de 1872, promulgada por la Asamblea Legislativa del Estado, figura Camaguán como capital del Departamento Crespo, integrado políticamente por los municipios Guayabal y Cazorla. Hoy en día Camaguán es la capital del municipio que lleva ese mismo nombre conjuntamente con las parroquias Puerto Miranda y Uverito.     

## Parroquias
1. Camaguán
2. Puerto Miranda
3. Uverito

## Política y Gobierno

### Alcaldes
| Período     | Alcalde             | Partido Político | % de votos | Notas |
| ----------- | ------------------- | ---------------- | ---------- | --- |
| 1989 - 1992 | Roquelina Navarro   | AD               | 60,42      | Primer alcalde bajo elecciones directas                                                                                |
| 1992 - 1995 | Hassan Jarmakani    | AD               | 46,28      | Segundo alcalde bajo elecciones directas                                                                               |
| 1995 - 2000 | Hassan Jarmakani    | AD               | -          | Reelecto (se realizaron elecciones generales adelantadas en el 2000 debido a la aprobación de la Constitución de 1999) |
| 2000 - 2004 | Carlos Ramiro Orna  | AD               | 48,82      | Tercer alcalde bajo elecciones directas                                                                                |
| 2004 - 2008 | José Manuel Vásquez | PPT              | 72,80      | Cuarto alcalde bajo Elecciones directas                                                                                |
| 2008 - 2013 | José Manuel Vásquez | PSUV             | 56,28      | Reelecto (se postergan 1 año las elecciones municipales pautadas para finales del 2012)                                |
| 2013 - 2017 | José Manuel Vásquez | PSUV             | 58,77      | Reelecto |
| 2017 - 2021 | Jhonder Simanca     | PSUV             | 94,38      | Quinto alcalde bajo elecciones directas                                                                                |
| 2021 - 2025 | Emilio Ávila        | PSUV             | 81,03      | Sexto alcalde bajo elecciones directas                                                                                 |

### Concejo municipal
Período 1989 - 1992
| Concejales:            | Partido político / Alianza |
| ---------------------- | -------------------------- |
| Hassan Jarmakani       | AD                         |
| Carlos Ramiro Orna     | AD                         |
| Consuela Blanco        | AD                         |
| Yajaira de Vásquez     | AD                         |
| Ángel Sandoval         | AD                         |
| Manuel Laya Navarro    | COPEI                      |
| José Francisco Morales | COPEI                      |

Período 1992 - 1995
| Concejales:         | Partido político / Alianza |
| ------------------- | -------------------------- |
| Carlos Ramiro Orna  | AD                         |
| Franklin Villanueva | AD                         |
| Plácido Rodríguez   | AD                         |
| Víctor Rebolledo    | AD                         |
| Luis Delgado        | COPEI                      |
| Blanca Escalona     | COPEI                      |
| Américo González    | COPEI                      |

Período 1995 - 2000
| Concejales:       | Partido político / Alianza |
| ----------------- | -------------------------- |
| Miriam López      | AD                         |
| Yasmira de García | AD                         |
| Elba de Maluenga  | AD                         |
| Eliezer Torrealba | CONVERGENCIA               |
| Ramón Carrasquel  | COPEI                      |

Período 2013 - 2018:
| Concejales:      | Partido político / Alianza |
| ---------------- | -------------------------- |
| Rigoberto Pérez  | PSUV                       |
| Rosalba Parra    | PSUV                       |
| Nelzon Coronado  | PSUV                       |
| Ramón González   | PSUV                       |
| Gabriel Martínez | PSUV                       |
| Marianne Rivero  | PSUV                       |
| Juan Gutiérrez   | MUD                        |

Período 2018 - 2021
| Concejales:     | Partido político / Alianza |
| --------------- | -------------------------- |
| Isaimig Daza    | PSUV                       |
| Ramón Parra     | PSUV                       |
| Yofran Herrera  | PSUV                       |
| María Juárez    | PSUV                       |
| Jesús Méndez    | PSUV                       |
| Rigoberto Pérez | PSUV                       |
| Tereza Ávila    | PSUV                       |

Período 2021 - 2025
| Concejales:      | Partido político / Alianza |
| ---------------- | -------------------------- |
| Ramon Parra      | PSUV                       |
| Maria García     | PSUV                       |
| Nestor Galeano   | PSUV                       |
| Dorkis Fernández | PSUV                       |
| Maria Hernández  | PSUV                       |
| Edwar Medina     | PSUV                       |
| Yofran Herrera   | PSUV                       |